# Теорема Ейзенштейна
Теорема Ейзенштейна — результат у геометричній арифметиці, доведений німецьким математиком Готлобом Ейзенштейном :
Згідно твердження теореми якщо формальний степеневий ряд {\displaystyle y=\sum _{n\in \mathbb {N} }a_{n}X^{n}} є алгебричною функцією, тобто задовольняє рівняння P(X, y) = 0 для деякого ненульового многочлена P(X, Y) коефіцієнти якого є алгебричними числами то існує ненульове ціле число A, таке що для всіх n > 0,  число Anan є алгебричним цілим числом.
Зокрема якщо коефіцієнти an є раціональними, то Anan є цілими числами , тому прості дільники знаменників усіх чисел an належать скінченній множині простих дільників числа A. Наслідком цього зокрема є трансцендентність, наприклад, логарифмічної і експоненційної функцій.

## Приклад
Для будь-якого цілого числа p > 0,
{\displaystyle (1-x)^{1/p}=1-\sum _{n=1}^{\infty }{\frac {C_{p,n-1}}{p^{2n-1}}}~x^{n}}
де додатні числа Cp,n, узагальнюють числа Каталана Cn (що є частковим випадком для p = 2). 
Оскільки функція {\displaystyle (1-x)^{1/p}} є алгебричною (є коренем рівняння {\displaystyle y^{p}+x-1}), то має існувати число A в твердженні теореми. Таким числом очевидно є, наприклад, {\displaystyle A=p^{2}}. Дійсно {\displaystyle A^{n}a_{n}=p^{2n}{\frac {C_{p,n-1}}{p^{2n-1}}}=pC_{p,n-1}\in \mathbb {Z} .}
Генератриса чисел Cp,n є рівною,
{\displaystyle z:=\sum _{n=0}^{\infty }C_{p,n}x^{n}={\frac {1-(1-p^{2}x)^{1/p}}{px}}.}
Для чисел Cp,n виконується рівність  і рекурентні співвідношення
{\displaystyle \forall n\in \mathbb {N} ^{*}\quad C_{p,n}=\sum _{2\leq k\leq p}{p \choose k}p^{k-2}(-1)^{k}\prod _{i_{1}+\dots +i_{k}=n-k+1}C_{p,i_{j}}.}

## Доведення
Нехай N позначає степінь змінної Y у многочлені P(X, Y). Існують многочлени Pj(X, Y) (коефіцієнти яких є алгебричними числами) для яких
{\displaystyle P(X,Y+Z)=\sum _{j=0}^{N}P_{j}(X,Y)Z^{j}.}
Згідно гіпотези, P(X, y) = 0. Без втрати загальності можна припустити, P1(X, y) ≠ 0 — в іншому випадку P(X, Y) можна замінити на P1(X, Y), що є ненульовою і для якої степінь змінної Y є < N.
Нехай m є нормуванням P1(X, y), тобто найменшим індексом k для якого коефіцієнт Xk у цьому формальному степеневому ряді є не рівним нулю. Можна записати:
{\displaystyle y=u+X^{m+1}v\quad u=\sum _{n=0}^{m+1}a_{n}X^{n}\quad v=\sum _{n=1}^{\infty }b_{n}X^{n}\quad (b_{n}=a_{m+1+n}).}
Згідно гіпотези тереми, усі an є алгебричними числами, твердження достатньо довести для v. Маємо
{\displaystyle 0=P(X,y)=P_{0}(X,u)+P_{1}(X,u)X^{m+1}v+\sum _{j=2}^{N}P_{j}(X,u)(X^{m+1}v)^{j}.}
Згідно вибору m, многочлен P1(X, u)Xm+1 ділиться на X2m+1 але не на X2m+2. Оскільки сума є рівною нулю, то і P0(X, u) ділиться на X2m+1 і поділивши на цю степінь отримаємо
{\displaystyle \sum _{j=0}^{N}Q_{j}(X)v^{j}=0,\quad \forall j>1\quad Q_{j}(0)=0\quad {\rm {et}}\quad A:=Q_{1}(0)\neq 0.}
Коефіцієнти многочленів Qj є алгебричними числами. Помноживши на деяке ціле число можна вважати, що всі ці числа є алгебричними цілими, як і число A. Рекурентно можна довести це ж і для Anbn для n ≥ 1. Розглянувши коефіцієнти при степенях n у рівності
{\displaystyle \sum _{j=0}^{N}Q_{j}(X)\left(\sum _{n=1}^{\infty }b_{n}X^{n}\right)^{j}=0,}
отримаємо, що {\displaystyle Ab_{n}}є лінійною комбінацією з коефіцієнтами, що є алгебричними цілими виразів виду
{\displaystyle \prod _{1\leq i<n}b_{i}^{k_{i}}\quad \sum ik_{i}<n.}
Кожен такий доданок помножений на {\displaystyle Ab_{n}}є згідно припущення індукції алгебричним цілим і тому їх сума є алгебричним цілим.